# Carpinus caroliniana
El carpe americano(Carpinus caroliniana), es un pequeño árbol leñoso perteneciente al género Carpinus. El carpe americano es también en ocasiones conocido como haya azul, palo fierro, o árbol musculoso. Es nativo del este de Norteamérica, desde Minnesota y el sur de Ontario al este de Maine, y al sur hasta el este de Texas y el norte de Florida.

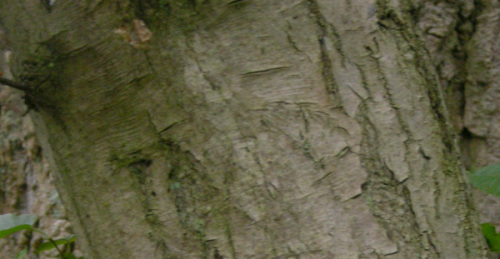
La corteza del carpe americano.

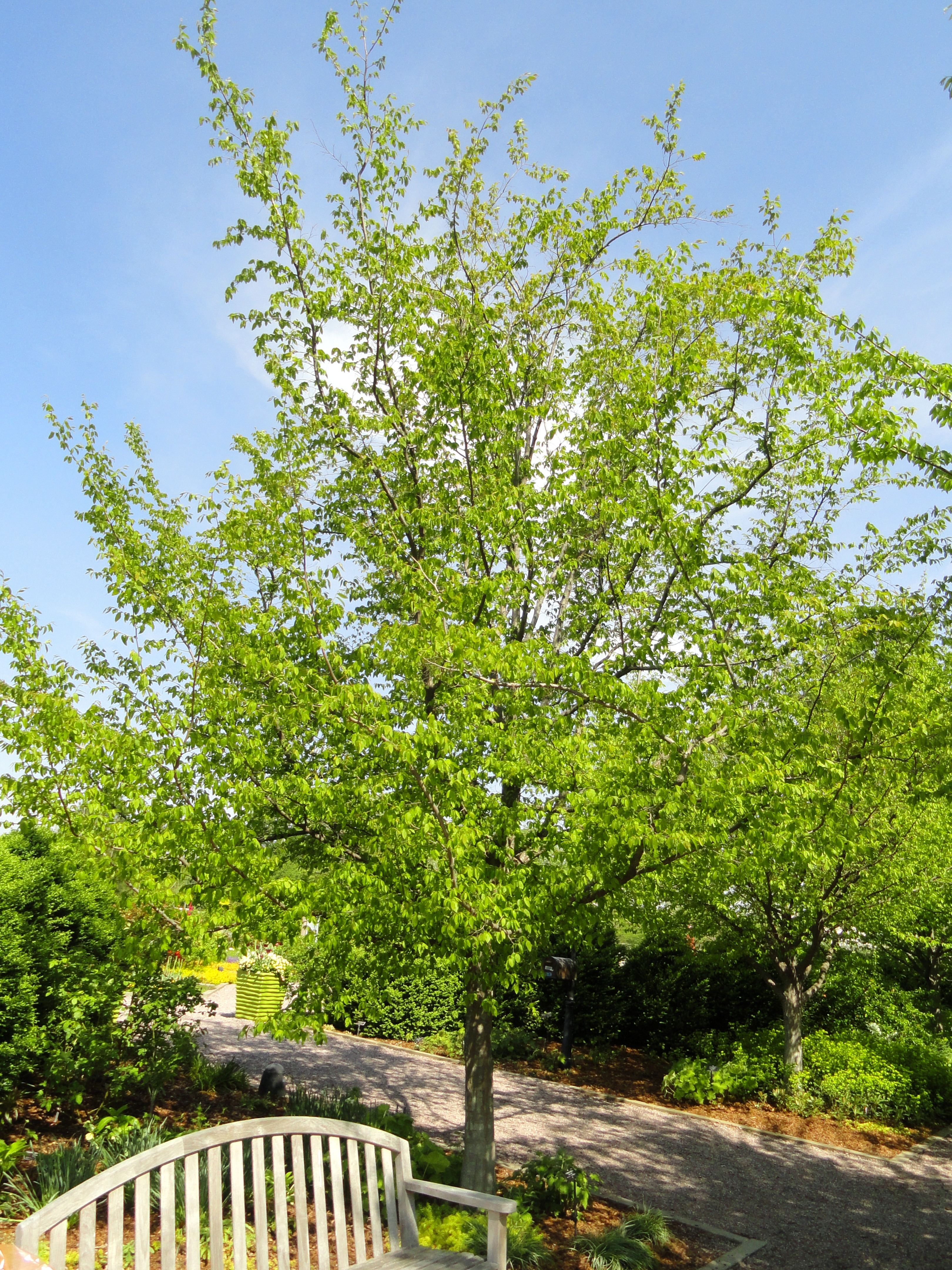
Vista del árbol

## Descripción
Se trata de un pequeño árbol que alcanza alturas de entre 10 y 15 metros, raramente llega a los 20 metros, y con frecuencia tiene un tronco acanalado y torcido. La corteza es lisa y gris verdosa, llegando a tener fisuras superficiales en los árboles más viejos. Las hojas son alternas, de 3 a 12 cm de largo, con venas prominentes dando una textura acanalada distintiva, y un borde como dientes de sierra. Los amentos masculinos y femeninos aparecen en primavera, al mismo tiempo que las hojas. El fruto es una pequeña nuez de 7 u 8 mm de largo, parcialmente rodeada por un período de tres a siete puntas de hoja involucro de 2 a 3 cm de largo, que madura en el otoño. Las semillas no germinan a menudo hasta la primavera del segundo año después de su maduración.
Hay dos subespecie, integradas ampliamente donde habitan: 
- Carpinus caroliniana subespecie caroliniana. llanura costera atlántica al norte de Delaware, y al oeste del valle inferior del Misisipi, al este de Texas. Hojas en general pequeñas, de 3 a 9 cm de largo, y relativamente más amplias de 3 a 6 cm de ancho.
- Carpinus caroliniana subespecie virginiana. Montes Apalaches y al oeste de Minnesota y el sur de Arkansas. Hojas en general más grandes, de 8 a 12 cm de largo, y relativamente estrechas, entre 3.5 y 6 cm de ancho.

Es árbol que ama la sombra, que prefiere una moderada  fertilidad del suelo y humedad. Tiene un sistema de raíces poco profundas, y de gran difusión. La madera es pesada y dura, y se utiliza para mangos de herramientas, arcos y palos de  golf. Las hojas son comidas por las orugas de algunos Lepidoptera, por ejemplo, la polilla Io (Automeris io) o por la polilla Acronicta americana.

## Características
Normalmente se encuentran a lo largo de las orillas de los arroyos y pantanos, ama la tierra húmeda de profundidad. Varía de tamaños, desde plantas de flores pequeñas hasta árboles al este de las Montañas Rocosas. 
- Corteza: rugosa cerca de la base en los viejos árboles. De color gris azulado oscuro, a veces fruncida, y de color gris oscuro a la luz en los árboles más jóvenes, des ramas lisas. Las Ramillas de color verde claro en primer lugar, cambia al marrón rojizo, y en última instancia, al color gris.
- Madera: de color marrón claro, pesada, dura, de grano fino, muy fuerte. Se utiliza para palancas, mangos de herramientas.
- Yemas de invierno: aovadas, agudas, de color castaño, 3 mm de largo. Amplia su tamaño cuando comienza el crecimiento en primavera. Formando brotes en su terminación.
- Hojas: alternas, de dos a cuatro pulgadas de largo, ovado-oblongas, redondeadas, con forma de cuña, o rara vez sub-cordada y, a menudo desiguales en la base, fuertemente y doblemente aserradas, agudas o acuminadas. Brotan con un tono bronce pálido desde un botón verde y peludo; cuando estas crecen toman un color verde oscuro del lado de arriba, y más pálido debajo; como plumas veteadas, con un nervio central y venas muy destacadas. En el otoño de color rojo brillante, en las puntas de color escarlata y anaranjado.  peciolos cortos, delgados y velludo. Estípulas caducas.
- Flores: abril. Monoicas, apétalo, las masculinas desnudas en amentos colgantes. Los brotes amentos masculinas son axilares y se forman en otoño y en invierno se asemejan a brotes foliares, dos veces más grandes, los cuales comienzan a alargarse como amentos muy temprano en la primavera, cuando este ha crecido alrededor de 30 mm de largo. La flor masculina se compone de tres a veinte estambres peludos, unidos a la base de un amplio óvalo, nace en su base en forma aguda, la mitad inferior de color verde, y rojo brillante en el ápice. Los amentos tienen 20 mm de largo, ovalados, con escamas de color verde agudo, peludo, y los estilos de color escarlata brillante.
- Frutas: las agrupaciones de involucros, cuelgan de los extremos de las ramas con hojas. Cada involucro encierra ligeramente una nuez en forma de óvalo pequeño. Los involucros son de forma pedunculada corta, generalmente de tres lóbulos, aunque uno de los lóbulos a menudo es deficiente.[2]

## Taxonomía
El género fue descrito por Thomas Walter  y publicado en Flora Caroliniana, secundum . . . 236. 1788.